# Adema
Được thành lập từ năm 1998, cái tên ban nhạc ADEMA đã được biết đến dưới các thành viên Mark Chavez, Mike Ransom, Mike Montano, Tim Fluckey và cuối cùng là Kris Kohls. Họ đã chơi các thể loại như Alternative rock, Post-grunge, Nu Metal (giống như ban nhạc trưởng thành là Linkin Park) thuộc Bakersfield, California, USA. Tuy chỉ là một ban nhạc đi cùng chí hướng nhưng để trưởng thành trên thể loại Rock lại là một câu truyện khá dài...

## Thành viên

### Hiện tại
- Bobby Reeves – Hát chính (bắt đầu từ năm 2006)
- Tim Fluckey – Chơi đàn (bắt đầu từ năm 1998)
- Ed Faris – Chơi đàn (bắt đầu từ năm 2006)
- Dave DeRoo – Chơi Bass (bắt đầu từ năm 1999)
- Kris Kohls – Chơi trống (bắt đầu từ năm 1998)

### Thành viên cũ
- Mark Chavez – Hát chính (1998 - 2004)
- Luke Caraccioli - Hát chính (2004 - 2005)
- Mike Ransom - Chơi đàn (1998 - 2003)
- Mike Montano – Chơi Bass (1998-1999)

## Lịch sử thành lập ban nhạc

### Trong sự mở đầu
Thành lập từ năm 1998 khi nhóm Adema bắt đầu với những thành viên ít ỏi và chưa nổi danh và chỉ đi hát đơn lẻ cho qua ngày chứ đừng nói đến việc phát hành một Album riêng. Đến năm 1999, thành viên Montano rời nhóm và thế vào nhóm là gã trọc Dave DeRoo, khi nhất trí cho thêm thành viên này tất cả đều phải đồng tình vì anh ta đủ khả năng để thay thế Montano. Nhóm Adema lúc đó đã chọn những đề tài hát về chiến tranh làm nền chính cho mình, họ mau chóng giành được tháng lợi khi lọt vào mắt của nhà phát hành đĩa Arista Records. Nhóm đã mau chóng thực hiện được cho mình một Album đầu tiên mà họ mong đợi khi lấy chính tên gọi của nhóm đặt cho ấn phẩm đầu tay của mình trên đất Mỹ vào ngày 21/8/2001. Tuyệt đại đa số các ca khúc trong Album đơn này là hai bài hát " Giving In " và " The Way You Like It ", đã giúp họ mau chóng bán hết veo được hơn 600.000 bản. Tiếp nối sau sự thành công đến ban đầu của Album đi trước, nhóm nhanh chóng bứt phá khi làm được Liveshow cho mình tại Ozzfest Tour trong năm 2002 và gây được sự chú ý của công chúng trên sàn diễn.

### Thành công và nỗi gian truân
Khi nhóm đang trong thời gian lên với thành công khá hạn chế thì đã đến lúc tung ra Album thứ hai của mình với tựa đề Insomniac's Dream (làm năm 2002), một Album riêng đơn lẻ, bán được hơn 50.000 bản với số lượng ít hơn đĩa đầu vì chất lượng chỉ thuộc hàng tầm trung, nhưng chỉ đến khi Album thứ ba tên Unstable (làm năm 2003) ra đời đã củng cố thêm niềm tin của nhưng người hâm mộ bán tín bán nghi vì nghĩ nhóm đang xuống phong độ, họ đã bán hết rất nhanh với số lượng hơn 200.000 bản. Lưu ý thêm rằng con số Album thứ ba này khi bán ra của nhóm đã được xác nhận là khá chính xác trên trang ca nhạc trực tuyến Myspace. Khi phát hành xong Album Unstable diễn ra khá suôn xẻ thì đột nhiên họ mất ngay tay chơi guita Mike Ransom khi cảm thấy thành công đã quá đủ để anh chàng này rời đi theo một nhóm khác để tìm phong cách mới khi nhận thấy nhà phát hành đĩa Arista đang trong quá trình lục đục nhập nhằng truyện tranh chấp với công ty phát hành đĩa J Records nên cả nhóm Adema đã mau chóng chọn đường rút ra sớm để tránh liên luỵ về sau này ảnh hưởng không mấy tốt đẹp cho lắm.
Từ trước khi nhóm được thành lập bởi người hát chính làMark Chavez, người anh em lai của tay ca sĩ Korn's Jonathan Davis (thuộc nhóm nhạc Metal lừng danh Korn lẫy lừng trong giới ca nhạc). Anh ta chính là niềm tự hào khi là chủ chốt của nhóm Adema nhưng chính vì sự tự hào này đã có khá nhiều lời đàm tiếu của giới mộ điệu cho rằng anh ta đang lợi dụng danh nghĩa anh em với nhóm Korn bằng cách gây sự chú ý từ giới thần dân hâm mộ với nhóm Adema nhiều hơn bằng cách đánh bóng bản thân trong khi nhóm chỉ là những tay gà mờ chỉ biết dựa dẫm vào anh ta (đại loại theo cách gọi dựa đẫm để thăng tiến bản thân nhờ sự giúp đỡ của tình anh em). Đến tháng 9/2004, cả nhóm ngỡ ngàng khi Chavez lại đành phải rời nhóm vì lý do nêu trên khi lời đồn thổi lại đánh chúng vào mối quan hệ thân thiết để trở thành sự đàm tiếu không có lợi cho nhóm Adema tiến thân sau này trong tương lai. Hiện tại anh ta vẫn hát chính và là người dẫn dắt cho một nhóm mới tên là Midnight Panic khi tìm lại được thành viên cũ Montano trong nhóm này, có thể ngày trở về của Mark Chavez với Adema vẫn còn rất xa vời.

### Trở lại và bắt đầu gây dựng
Tuy mất thành viên chủ lực, nhóm Adema đã cho tiếp tục dự án phát hành Album thứ tư bản đẹp (hoàn toàn có những ca khúc mới không có bất kỳ liên quan gì đến ba Album đi trước nhằm tránh sự búa rìu của dư luận nhờ những ca khúc mà Mark Chavez đã hát trước đấy) với tên gọi Planets, tại Mỹ vào 5/4/2005, bằng sự giúp đỡ của nhà phát hành và ghi âm Earache Records. Trong Album mới này nhóm đã xuất hiện một người hát chính mới nhằm thay thế Chavez đã từng hợp tác trước đấy đó là Luke Caraccioli, từng được biết đến với giọng ca truyền cảm trong ban nhạc mà anh ta từng hát lúc trước là Rewind Yesterday. Đây chính là một Album đơn phụ có tên " Tornado " được phát hành vào tháng 3/2005 trước khi Album chính Planet được phát hành. Với đĩa đơn này họ đã chọn ca khúc này để làm một Videoclip cho nó vào tháng 9/2005. Mặc dù Album Tornado này không được chấp nhận bày bán tại các hàng bán đĩa do không phù hợp với những nội dung được đề cập trong luật phát hành âm nhạc trên cả nước nên họ đã nghĩ ra một cách là đổi mác Tornado thành Planets để được phép bán tại các cửa hàng nhờ trò thay vỏ giữ ruột của mình. Kể từ sau khi phát hành Album Plannet, phiên bản này lại được đánh giá cao hơn hai phiên bản sau về mặt chất lượng đã khiến cho nhóm Adema bán được hơn 500.000 bản mà không tồn kho. Đúng là một tín hiệu đáng mừng khi Adema đã chứng minh được thực lực thật sự của mình mà không cần nhờ đến sự dựa dẫm của người khác.
Vào khoảng 25/10/2005, lúc này Caraccioli đã không còn đủ khả năng để mà níu chân lại trong nhóm nên anh đã ra đi vào lúc phù hợp nhất vì thấy đây là điều cần thiết và quá đủ với những gì mình đã làm được. Theo ý kiến lúc đó của thành viên Dave DeRoo thì trước đó Luke đã có một kế hoạch rất dài cho sự phát triển của mình trước khi ra đi, thực chất mà nói sự ra đi này giống như một sự phản bội nhóm đã được lên kế hoạch khá kỹ. Vài ngày sau khi Caraccioli rời bỏ nhóm và trở về nơi cũ, DeRoo đã làm cho một cuộc cuộc tranh luận nóng bỏng bằng đề tài là tại sao Caraccioli rời nhóm thông qua một thông báo từ một website không chính thức của nhóm mình. Nó đề cập một khoảng thời gian mà nhóm Adema đi lên từ tay hát kỳ cựu Mark Chavez để mang lại danh tiếng cho DeRoo với nhóm và đề cao Chavez bằng những lời lẽ và tình cảm xâu đậm. Họ đã nói rằng việc phối hợp ăn ý của Chavez đã khiến cho cả nhóm lúc đó đã có được những ca khúc hay hơn thậm chí còn có cả sự ngợi ca từ những ca khúc cũ, mặc dù lời kêu gọi này là một sự trở về đáng được hoan nghênh nhưng kết quả là sự kiện này mau chóng bị quên lãng khi chẳng thu lại được gì hết vì người đã ra đi thì đã ra đi rồi.

### Dừng lại trong 2008
Trung tuần khoảng 10/3/2006, nhóm Adema lại công bố trên trang ca nhạc trực tuyến MySpace thuộc blog của mình rằng họ đã có một tân binh mới cứng tên Bobby Reeves, một người phát ngôn tiêu biểu của Los Angeles thuộc nhóm " LEVEL ", gia nhập nhóm với tư cách là người hát chính, để đập tan những lời đồn đại trước đó rằng nhóm đang có ý kêu gọi lại Chavez trở về. Đến 1/8/2006, sáng lập viên của nhóm " LEVEL " tay chơi guita tên Ed Faris cũng được công bố đã gia nhập nhóm Adema như củng cố thêm niềm tin hy vọng cho giới hâm mộ khi là người chơi guita mới cho nhóm.
Trong một cuộc phỏng vấn gần đây nhất vào trung tuần năm 2007 với ca sĩ hát chính Reeves, anh ta đã xác nhận một truyện là nhóm Adema đã liên kết với hãng sản xuất đĩa âm nhạc có tên Immortal Records, bằng cách phát hành một Album mới (hiện tại họ đặt tên là Untitled 4th, đến ngay cả người thực hiện nó cũng không dám chắc chắn dưới cái tên này cho đến ngày phát hành) sẽ xuất hiện mau chóng vào khoảng 6/2007 này với sự trở lại ấn tượng. Trong thời gian đi lưu diễn những Liveshow, Reeves đã thực hiện một điều mà khiến các giới hâm mộ phải nể phục khi sử dụng những ca khúc trước đó của nhóm Adema do chính Chavez và Caraccioli từng thực hiện để hát lại, tất nhiên anh đã thể hiện các ca khúc rất tuyệt vời và không thua gì những bậc đàn anh đã làm trước đó. Chuyến lưu diễn của nhóm Adema sẽ bắt đầu rất sớm tại Mỹ rồi sau đó đến các nước châu Âu.
Với sự ra đời của " Kill A Headlights " Album thứ năm của nhóm ADEMA sau 2 năm qua chuẩn bị thì lần trở lại này thực sự khiến cho các fan không khỏi thất vọng khi đánh giá nó thuộc tầm khá có thể tiến xa, liên tiếp bốn ca khúc Cold and Jaded, Brand New Thing, Open Til Midnight, Los Angeles được các fan hâm mộ nghe đi nghe lại kể từ khi phát hành đã đủ để chứng minh, không thể hay hơn so với các album đã sản xuất ra trước đó.
Trung tuần giữa năm 2008, thành viên Dave Deroo của nhóm đã tuyên bố giải tán nhóm tạm thời do gặp bất đồng về vấn đề phát hành album mới đi kèm với những live show trình diễn dọc California liên miên đã khiến cho nhóm cần thời gian nghỉ ngơi nhiều hơn sau những thất bại khiến ban nhạc ADEMA đang dần lụi tàn đi sau thành công ít ỏi từ 2007. Việc nhóm nhạc này tuyên bố chuyển từ dạng Nu metal sang Alternative rock là vấn đề mà cộng đồng giới mộ điệu bàn tán cho đến khi thông tin này bị giỡ bỏ hoàn toàn trên website chủ của nhóm. Hiện tại nhóm nhạc này vẫn tiếp tục tồn tại và đang lên những kế hoạch mới trong tương lai nhưng cụ thể là bao giờ trở lại thì không ai hay biết.

### Từ 2009 đến hiện tại
Trong năm 2009, Mark Chavez (trở về nhóm là ngày 13/8/2009) và Mike Ransom trở lại nhóm ADEMA sau loạt biến cố không thể tách ra lập ban nhạc khác như mong đẻ tự vươn lên. Bobby Reeves và Ed Faris lập tức rút lui khỏi nhóm sau khi hết vai trò của mình, họ đã xác nhận việc này trên Myspace sau khi nói rằng cả nhóm ADEMA bây giờ không thể ra một Album DVD như trước mặc dù liên tục tham gia các show lớn và nhỏ.
Sau khi cả hai thành viên nòng cốt trở lại, ADEMA đã có một show vào ngày 14/1/2010 với tên gọi Whisky A Go Go tại West Hollywood thuộc California. Tiếp đến họ tiếp tục chơi một show khác tên Brick by Brick tại San Diego, cũng thuộc California. Buổi biểu diễn thành công nhưng một số trong bọn họ lại bị vướng vào các hợp đồng ghi âm mới có lợi hơn nếu chơi với các nhóm khác.

## Giải thưởng và danh hiệu

### Những bài hát chính của nhóm
| Năm  | Ca khúc               | US Hot 100 | U.S. Modern Rock | U.S. Mainstream Rock | Trong Album       |
| ---- | --------------------- | ---------- | ---------------- | -------------------- | ----------------- |
| 2001 | "Giving In"           | -          | 14               | 16                   | Adema             |
| 2002 | "The Way You Like It" | -          | 15               | 21                   | Adema             |
| 2002 | "Freaking Out"        | -          | 36               | 25                   | Adema             |
| 2002 | "Immortal"            | -          | -                | -                    | Insomniac's Dream |
| 2003 | "Unstable"            | -          | 38               | 25                   | Unstable          |
| 2003 | "Promises"            | -          | -                | -                    | Unstable          |
| 2005 | "Tornado"             | -          | -                | -                    | Planets           |
| 2005 | "Planets"             | -          | -                | -                    | Planets           |

### Những Video Clip đã làm
- "Giving In"

- Nội dung: Một trong nhưng ca khúc có sự chia sẻ và giúp sức của nhóm nhạc Linkin Park và Adema trong giai đoạn đầu tiên khi ban nhạc được hình thành, chính Chester Bennington tay hát chính của nhóm Linkin Park đã xoạn thảo ra ấn phẩm này cùng với Mark Chavez trong thời gian hát đơn, họ đã két hợp lại với nhau để có thể có một các khúc để đời đáng nhớ. Trong Video Clip " Giving in " trên truyền hình MTV2, nhóm nhạc Adema đã thực hiện đoạn ca khúc này bằng một hoạt cảnh đổ nát và hoang tàn và một cuộc hân hoan không có tính chất sex giữa một nam thanh niên và một cô gái trong phòng của khách sạn. Trong đoạn clip này chúng ta có thể thấy một cô gái bé nhỏ đang dán mắt vào một chiếc tivi có chưa những hình ảnh bạo lực đánh đập đang diễn ra, một người phụ nữ bị gò bó buộc trong một chiếc bể kính lớn đầy nước và muốn thoát ra trong sự tuyệt vọng. Mark Chavez trong nỗi cảm thông tuyệt cùng ôm lấy một cô gái ngồi nhìn sự đổ nát hoang tàn như một cuộc chiến tranh đã qua đi và những người lớn tuổi nhìn đôi trai gái làm tình, người con trai giận dữ và hối hận ném bay chiếc áo. Trong đoạn cuối của ca khúc cô gái đứng dậy và đóng cánh cửa phòng riêng của bọn họ lại. Theo như sự miêu tả, rất khó nhận biết được sự nghệ thuật của ca khúc nếu như bạn không hiểu rõ câu văn của ca khúc hát là gì, nhưng nhìn chung sự đỉnh cao của Video Clip đầu tiên của Adema nhờ sự hỗ trợ của ban nhạc nổi tiếng Linkin Park sẽ không làm các fan hâm mộ nhạc Rock thất vọng về chất lượng của nó.
- "The Way You Like It"

- Nội dung: Với Chester và Joe (xuất hiện lúc cuối phim) của nhóm nhạc Linkin Park trong video Clip này, chúng ta bắt đầu theo chân nhóm thanh niên (toàn bộ thành viên của Adema) phóng xe trên phố đến chỗ hẹn phải vượt qua bao gian nan để được xem nhóm Adema trình diễn (??!). Được thiết kế khá vui nhộn với người xem chúng ta có cảm tưởng khi mấy anh thanh niên này gặp rắc rối đủ thứ, tạo nên phong cách rất choáng và gây ra sự choáng ngợp, ca khúc này thật đúng khi nói lên việc tung hoành ngang dọc của thời thanh niên.
- "Immortal" (Video Clip này được hậu thuẫn thực hiện và làm tại xưởng studio trò chơi Midway trong việc quảng bá sản phẩm trò chơi điện tử Mortal Kombat: Deadly Alliance với tên gọi Cuộc Chiến Sinh Tử V: Đồng Minh Quyết Tử)

- Nội dung: Cuộc Chiến Sinh Tử đã và từng tồn tại qua hàng chục năm qua hàng chục thế kỷ khi các thế lực thiện ác đâu đá lẫn nhau nhằm tranh giành quyền lực, sự thịnh vượng và bất tử. Là câu nói khi mở đầu dòng trò chơi đối kháng huyền thoại Mortal Kombat (làm từ năm 1992 đến nay vẫn còn tiếp tục). Ca khúc được thể hiện cho trò chơi được công bố khi hội trợ E3 về game diễn ra nhằm quảng bá thương hiệu cho nó nhờ sự diễn xuất qua live show của nhóm Adema, mặc dù biết trong ca khúc có sử dụng những ngôn từ bạo lực và thô tục nhưng sự thành công ngoài sức tưởng tượng do kênh âm nhạc uy tín MTV phong tặng là ca khúc Rock hay nhất đứng đầu bảng xếp hạng và mang lại danh tiếng. Trong video clip này chúng ta sẽ gặp lại các nhân vật ưa thích trong những đoạn phim (chỉ duy nhất được trình chiếu tại E3) miêu tả cuộc chiến giữa hai kẻ thù truyền kiếp Ninja Ma Scorpion và Phù Thủy Quan Chi.
- "Unstable"

- Nội dung: " Khi đã rơi vào một cái bẫy tình thì điều bạn đang biết là không thể biết nó đang dần tiến xa đến thế nào, tôi nghĩ rằng tôi thật sự mạnh mẽ hơn cô ấy, nhưng vì thế chúng tôi cảm nhận sự thấu hiểu về nhau trong hoàn cảnh này là chẳng bao giờ đủ để trao cho nhau mọi thứ - Mark Chavez " Đây là cảm nhận của tác giả khi đã viết và sáng tác ra ca khúc Mark Chavez khi anbum thứ ba của mình được bán hết hơn 10.000 bản trong vòng ba tuần lễ, một con số đang nể để nói lên sự thành công của Adema vượt xa cả con số lúc trước của Album có ca khúc " Giving In ". Video clip lần này miêu tả cả nhóm đang chơi nhạc trên một căn nhà nát tại hoang mạc gió cát, gió nổi lên và cuốn bay hết mọi thứ, cơn bão quét qua làm Mark Chavez đứng trên nóc nhà một cách trao đảo và có khi bi ngã, người con gái đứng đối diện anh ta cũng thế, cả hai cùng cố gắng và lấy hết sức mình để bám vào mái nhà. Anh ta và cô gái cuối cùng đã đến được với nhau trong vòng tay và mặc cho gió và bão thét gào từng cơn. Trong đoạn cuối cùng gió đã thổi tan tành căn nhà và cuốn đi từng mảnh vụn của nó, Marky đứng đó tay nắm chặt người con gái không rời sau trận bão vừa qua dù đã cuốn đi cả hy vọng duy nhất của họ nhưng họ cảm thấy sự đối mặt của gió bão chưa bao giờ đủ cho tình yêu của hai người như lời đầu đề của ca khúc còn vang mãi theo những mảnh vụn bay đi. Adema đã được đánh giá và xếp hạng khá cao cho ca khúc đơn hay nhất của mình tiếp nối sự thành công được gặt hái. " Unstable " là ca khúc mà các bạn không thể bỏ qua nếu bạn cảm thấy buồn và cô đơn với số phận.
- "Tornado"

- Nội dung: Thuộc dạng khác của bài hát, thực tình mà nói rất ít người quan tâm đến ca khúc " Tornado " này mà hay chỉ tập trung vào ca khúc chính là " Planet ". Luke Caraccioli đã chọn bối cảnh ca khuc này dựa trên một tràng trai đã từng yêu một cô gái nhưng cô ta đã phớt lờ tràng trai đi. Khi chàng trai muốn dỡ bỏ hình bóng cô gái bao nhiêu thì hình ảnh của cô ta bên người khác càng xuất hiện trong tâm trí ảo giác của tràng trai bấy nhiêu. Cuối cùng để giải thoat tâm hồn để được thanh thản, trang trai đã đến và rồi nói hết cảm nghĩ của mình với cô gái cho thanh thẩn lòng mình răng anh ta không còn yêu cô nữa. Khi lời nói vừa dứt, cô gái biến mất cùng tất cả mọi người và rồi bức tường tâm trí ảo giác của tràng trai lúc này bị sức mạnh bão phá tan đổ ập xuống, ánh mặt trời le lói hiện ra khi ban nhạc đứng giữa những mảnh vỡ của bức tường nhìn thành phố đằng xa được xây dựng đẹp đẽ hơn khi không còn phải đối mặt với bức tường ám ảnh kia nữa.
* "Planets" (Video Clip này được hậu thuẫn thực hiện trong bộ phim kinh dị " Cry Wolf " với tên gọi Nước Mắt Cá Sấu)
- Nội dung: Bộ phim Cry Wolf là một trong những bộ phim nói về kẻ sát nhân bí mật của đạo diễn Jeff Wadlow khi ông đạt đưởng giải thưởng một triệu đô nhờ giải Chrysler Film Competition
trong năm 2002. Mọi truyện được bắt đầu kể từ khi một cậu nhóc được truyển đến trường mới và tham gia vào vụ khám phá ra một vụ giết người mà cảnh sát chưa thể tìm ra thủ phạm nên họ gọi hắn là tên sát nhân " The Wolf " trong một trò chơi tìm ra kẻ nào dối trá cùng một tốp học sinh khác trong trường. Nhưng đằng sau cuộc tìm kiếm đó cậu bị tên sát nhân giết người năm trước truy đuổi trong hàng loạt sự dọa dẫm, cuối cùng trong cơn hoảng loạn cậu đã giết thầy giáo của mình vì nghi ông ta là gã sát nhân mang mật danh " The Wolf ". Nhưng sau khi lỡ tay giết thầy giáo xong thì cảnh sát lại có kết luận chính ông ta là tên sát nhân " The Wolf " đó, nghi ngại và bối rối trong phút cậu hiểu rằng mình đã và đang tham gia vào trò chơi của chính kẻ sát nhân thật sự (là người bạn gái mà anh ta sắp yêu) nhằm trả thù cho sự bỏ rơi (do bị người thầy giáo ruồng bỏ đi theo một cô gái khác nên cô ta đã giết người con gái đó để rồi tạo nên vụ án kẻ sát nhân " The Wolf "). Một âm mưu qua hoàn hảo và không có chứng cớ nhằm chứng minh cho sự thật khi bị lợi dụng như một công cụ, cậu nhóc đành phải chấp nhận một kết cuộc là một kẻ sát nhân theo đúng nghĩa tên gọi của phim, tuy là phim trinh thám nhưng nếu bạn thích thể loại này và ưa sự khám phá hãy chọn nó trong album của mình...

## Các Album Single khác không thuộc danh sách
ADEMA (Album Advance)
- Everyone
- Blow It Away
- Giving In
- Freaking Out
- The Way You Like It
- Close Friends
- Do What You Want To Do
- Skin
- Pain Inside
- Speculum
- Drowning
- Trust

GIVING IN (UK & US Single)
- Giving In (Biên lại từ Radio)
- Shattered (Bản nháp thử giọng)
- Everyone (Bản phát thử)
- Blow It Away (Bản phát thử)
- Video Clip "Giving In"

FREAKING OUT
- Freaking Out (Biên lại từ Radio)

THE WAY YOU LIKE IT
- The Way You Like It

STREETWISE SAMPLER
- Giving In
- Do What You Want To Do

5-TRACK SNIPPET
- Đoạn trích ca khúc "Freaking Out"
- Đoạn trích ca khúc "Everyone"
- Đoạn trích ca khúc "Giving In"
- Đoạn trích ca khúc "Skin"
- Đoạn trích ca khúc "The Way You Like It"

UNSTABLE DVD
- Unstable [ Hoạt cảnh thiết kế ca khúc ]
- Giving In [ Hoạt cảnh thiết kế ca khúc ]
- Way You Like It [ Hoạt cảnh thiết kế ca khúc ]
- Immortal [ Hoạt cảnh thiết kế ca khúc ]
- Hậu trường dựng Album của ADEMA

- Lưu ý: Các Album riêng lẻ của nhóm Adema được thấy trên đây là một trong những ấn phẩm bán hầu như không được chạy trên các dịch vụ trực tuyến vì được các fan hâm mộ làm và quảng bá đơn thuần. Một số ít là hàng chính hãng, số còn lại đều là những bản nháp được sao chép và copy lậu và thuộc diện không có bản quyền cụ thể những vẫn được phát hành như một Album bán lẻ theo kiểu Maketing.

## Danh sách các bài trong Albums
ADEMA 
- Everyone
- Blow It Away
- Giving In
- Freaking Out
- The Way You Like It
- Close Friends
- Do What You Want To Do
- Skin
- Pain Inside
- Speculum
- Drowning
- Trust
- Shattered

INSOMIANC'S DREAM
- Immortal
- Shattered
- Nutshell (Alice In Chains Hát lại)
- Freaking Out (Chris Vrenna Xào lại)
- The Way You Like It" (Sam "Sever" Citrin Xào lại)
- Do What You Want To Do (Ghi âm tại Liveshow)
- Giving In (Bản nguyên gốc đầu tiên)

Video Clip đi kèm theo đĩa chỉ có thể xem được trên PC (Thông qua trình Quick Time)
- The Way You Like It (Video Clip bản đẹp Wide Screen 1260 x 768)
- Giving In (Video Clip bản đẹp Wide Screen 1260 x 768)
- Immortal (Video Clip bản đẹp Wide Screen 1260 x 768)

UNSTABLE
- Co-Dependent
- Rip The Heart Out Of Me
- Stand Up
- Unstable
- Promises
- Blame Me
- So Fortunate
- Stressin'
- Do You Hear Me
- Let Go
- Betray
- Needles

PLANET
- Shoot the Arrows
- Barricades in Time
- Tornado
- Sevenfold
- Planets
- Enter the Cage
- Remember
- Chel
- Until Now
- Rise Above
- Bad Triangle
- Better Living Through Chemistry
- Eyes Wide Open
- Lift Us Up
- Vikraphone
- Piano Interlude

KILL THE HEADLIGHTS
- Cold and Jaded
- Brand New Thing
- Open Til Midnight
- Waiting for Daylight
- Days Go By
- Prelude
- All These Years
- What Doesn't Kill Us
- Invisible
- Black Clouds
- Los Angeles
- The Losers

## Các đĩa EPs được phát hành chính của nhóm
Được đánh giá rất cao và phát hành theo từng năm khi mang lại nhiều gặt hái thành công, chưa một Album nào gặp thất bại.